# Raoul Cabrol
Pour les articles homonymes, voir Cabrol.
Raoul Cabrol, né le 12 mars 1895 à Curlande et mort le 13 septembre 1956 à Quincy-sous-Sénart, est un dessinateur, peintre et journaliste caricaturiste français que Churchill considérait comme « le premier caricaturiste de France ». Il est connu pour sa caricature d'Hitler et pour être « le Daumier du XXe siècle ».

## Biographie
Il est né le 12 mars 1895 à Curlande, près de Bozouls (Aveyron). En 1920, il passe son premier dessin au Journal du Peuple. Il était en 1921 retoucheur photographique chez M. Manuel photographe attitré des parlementaires et directeur d'une galerie d'art. En 1922, ce dernier organise sa première exposition : 110 caricatures et dessins sont rassemblés et présentés sous le titre : Masques et sourires. Le ministre de l'Instruction publique préside au vernissage. L'exposition remporte un très vif succès. Les portes des rédactions s'ouvrent : Le Petit Parisien, le Matin, l'Intransigeant. Les journaux étrangers le sollicitent : le New York Times, Life, The Graphic, The Sketch, Berliner Illustrirte, Le Soir de Bruxelles.
En 1924 les Publications Jean-Pascal fait paraître en cartes postales la plupart de ses caricatures sous le nom de Portrait-charge. En 1926, il est appelé par son ami Paul Vaillant-Couturier, et renonce à d'autres collaborations pour travailler principalement pour L'Humanité. Il ne rejoindra toutefois jamais le Parti communiste.
En 1929, il expose au Salon des humoristes une série de portraits d'hommes politiques : Painlevé, Chéron, Doumergue, Président Hoower, Physionomie de la Chambre.
En 1932 il illustre Tribuns et haut-parleurs de Edmond Wellhoff (éditions Fasquelle). En 1939, il donne sa démission et collabore au Canard enchaîné et à l'Œuvre d'avant la défaite.
C'est pendant la campagne des élections législatives de 1936 qu'il dessinera ce qui reste sa plus célèbre caricature : celle d'Adolf Hitler, un couteau entre les dents, le nez rouge lui donnant l'air alcoolisé, avec inscrit "contre ça : votez communiste".
Elle est produite en série et apparait dans le « Populaire », un journal communiste pour lequel Raoul travaille. L’affiche électorale est créée pour inciter les gens à voter pour le «Front Populaire », une coalition des trois principaux partis de gauche : le SFIO (section française de l'internationale communiste), le parti communiste et le parti radical socialiste.
Cette affiche est actuellement conservée au musée d’histoire contemporaine à Paris.
Recherché par la Gestapo pour sa fameuse caricature d'Hitler publiée dans un journal luxembourgeois, il se réfugie à Rodez, il redevint retoucheur photographique, participe à la Résistance aux côtés du docteur René Lachet. Après la guerre, il entre à Franc-Tireur et revient au Canard enchaîné, refusant les offres de L'Humanité.
En 1947 édition d'un album de 32 caricatures d'hommes politiques En quatrième texte de Treno aux Editions Atlas
Il meurt le 13 septembre 1956 dans sa maison de Quincy-sous-Sénart.